# 結婚愛
『結婚愛』（けっこんあい、Married Love）は、1918年にマリー・ストープスによって書かれた、結婚と性愛に関する書籍。

## 歴史
1918年にイギリスで出版された。本作は1年間で7刷され、第二次世界大戦までに100万部が売れ、13か国語に翻訳されるベストセラーとなった。
本作は平井潔や矢口達によって日本語訳されている。1924年に発禁処分を受けたが、3月に多くの伏字が施された改訂版が出版され、日本でも40版が発行されるベストセラーとなった。

## 内容
結婚における性教育の重要さと、夫婦における性の重要性を説いている。

## 評価
本作は一部の人にとってはわいせつな性の指南書と受け取られ、アメリカ合衆国では裁判沙汰にもなり、1931年まで禁書となっていた。一方、表現の哲学性、芸術性、科学に対する真摯な態度、掲げられたヒューマニズムが高く評価されており、専門家の間で定評を得ている。20世紀の名著ランキングでは、カール・マルクス『資本論』のやや下、アルベルト・アインシュタイン『相対論の意味』のやや上に位置付けられている。1935年にアメリカの研究者が行った調査によると、『結婚愛』は、ジークムント・フロイトの『夢判断』、アドルフ・ヒトラーの『我が闘争』、ジョン・メイナード・ケインズの『平和の経済的帰結』を抑えて、過去50年間で最も影響力のある25冊の本のうちの1冊となった。
日本語に訳した平井潔は、婚約中の人や新婚の夫婦を筆頭に、結婚生活を送る全ての男女に本作を読むことを薦めている。

## 影響
テオドール・ヘンドリック・ファン・デ・フェルデは、『結婚愛』を上回る結婚指南書を書くことを目的に『完全なる結婚』を書いた。

## 大衆文化
- 『結婚愛』は、『ダウントン・アビー』（シリーズ4、エピソード4）に登場する。
- 『結婚愛』は、2012年のBBC番組『パレーズ・エンド』（エピソード5）に登場する。